# Axa
Die Axa Gruppe (Eigenschreibweise: AXA) ist ein weltweit aktives Versicherungsunternehmen mit Hauptsitz in Paris, Frankreich. Die Gesellschaft versichert Privatpersonen und Unternehmen. In Deutschland firmiert sie als Axa Konzern AG, in der Schweiz als Axa Versicherungen AG. Der Name „AXA“ ist keine Abkürzung, sondern ein Kunstwort. Man wollte einen Namen, der sich sowohl von vorne als auch von hinten gleich lesen lässt.

## Konzernprofil
Mit rund 95 Mio. Kunden und gut 110.000 Mitarbeitern ist die Axa-Gruppe einer der größten Versicherungskonzerne der Welt mit regionalen Schwerpunkten in Westeuropa, Nordamerika und dem asiatisch-pazifischen Raum. Zusätzlich ist AXA in der Vermögensverwaltung tätig. Ende 2014 hatte die Gruppe eine Bilanzsumme von 654 Mrd. Euro und eine Eigenkapital von 52,4 Mrd. Euro. Das Unternehmen erzielte 2024 einen Umsatz von 110,3 Mrd. Euro und ein Ergebnis vor Steuern von 7,2 Mrd. Euro.
Die Versicherung ist eine der neun weltweiten Großversicherer, die seit 2016 vom Financial Stability Board (FSB) als systemisch bedeutsames Finanzinstitut eingestuft wurden. Sie unterliegt damit einer besonderen Aufsicht und strengeren Anforderungen an die Fähigkeit, Verluste zu absorbieren.
Die Stammaktie der Axa ist an der Pariser Börse gelistet und wird unter dem Symbol AXA gehandelt. An der New Yorker Börse ist die Axa auch als ADS unter dem Tickersymbol AXA gelistet.

## Geschichte
Ursprung des Unternehmens war eine kleiner Versicherungsverein auf Gegenseitigkeit in der Normandie mit dem Namen „Ancienne Mutuelle de Rouen“, der im frühen 19. Jahrhundert gegründet worden ist und sich auf Sach- und Haftpflichtversicherung spezialisiert hatte.
Nach dem Zweiten Weltkrieg verloren die Versicherungsvereine auf Gegenseitigkeit durch die Einführung des französischen Sozialversicherungssystems einen Großteil ihres Geschäfts mit Unfall- und Krankenversicherung. Die Ancienne Mutuelle fusionierte daraufhin mit mehreren kleineren Versicherungsvereinen und ging so gestärkt aus dieser Zeit hervor. 1958 trat Claude Bébéar in das Unternehmen ein, er prägte maßgeblich die weitere Entwicklung. 1975 im Alter von 40 Jahren übernahm er die Unternehmensführung.
1982 erwarb die Gesellschaft die Drouot Group, einen führenden und landesweit tätigen Versicherer. 1985 wurde der Kunstname „Axa“ für die Unternehmensgruppe eingeführt. Weitere Zukäufe waren die Présence Group (1986) und die Compagnie du Midi (1989). Zur Compagnie du Midi gehörte die Assurances du Groupe de Paris (AGP). Axa wurde dadurch der zweitgrößte Versicherer in Frankreich und es erfolgte erstmals eine Listung der Aktien an der Börse.
In den folgenden Jahren expandierte das Unternehmen in das europäische Ausland und durch den Erwerb einer Lebensversicherungsgesellschaft auch in die USA. 1995 wurde die japanische Gesellschaft Nippon Dantai erworben. 1996 fusionierte Axa mit dem deutlich größeren französischen Marktführer UAP und wurde dadurch eine der großen Versicherungsgesellschaften in Europa.
2000 trat Henri de Castries die Nachfolge von Claude Bébéar an, er setzte die Expansionsstrategie fort. Zugleich legte er Gewicht auf eine Stärkung der Risikovorsorge. 2006 übernahm Axa die schweizerische Winterthur von der Credit Suisse für 7,9 Milliarden Euro. Seitdem sind Axa und die deutsche Allianz die beiden größten Versicherungskonzerne in Europa. Drittgrößte Versicherungsgruppe ist die italienische Generali.
Im Juni 2007 verkaufte Axa ihr Niederlande-Geschäft an den dortigen Wettbewerber SNS Reaal für 1,75 Mrd. Euro. Im Rahmen der Transaktion übernehmen die Utrechter auch die niederländischen Aktivitäten der Axa-Tochter DBV-Winterthur.

## Tochtergesellschaften

Die Axa-Gruppe weltweit

### Axa Deutschland

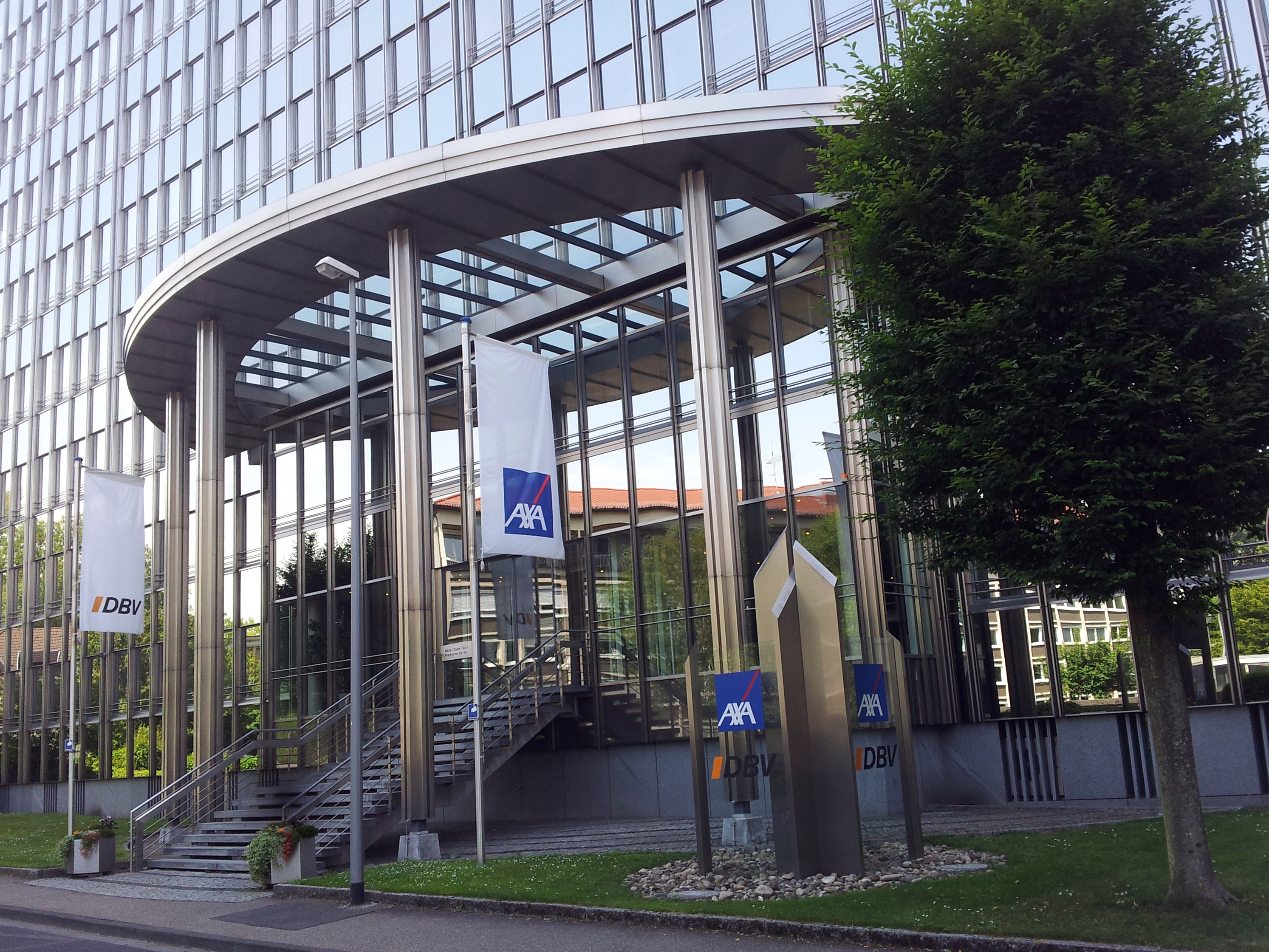
DBV-Axa in Wiesbaden

1994 gründete der Axa-Konzern in Deutschland den Direktversicherer Axa Direkt in Dreieich als 100-prozentige Tochter der Axa Direct Holding, Paris. Damit war die Marke Axa erstmals im größten europäischen Versicherungsmarkt präsent. 1997/1998 erfolgte der Zusammenschluss von Axa Direkt und Tellit Direct zu Axa Tellit Direkt und 1998 erhielt die Direktversicherung mit dem Namen „Sicher Direct“ ein eigenständiges Profil im Axa-Konzern. Der Name sollte das Konzept deutlich machen und wurde auch in Frankreich und Spanien von den dortigen Direktversicherern geführt (Direct Assurance und Direct Seguros).
Der Axa-Konzern ist in Deutschland erst mit der Übernahme der Colonia allgemein bekannt geworden. Die Colonia-Versicherungsgruppe wurde 1839 in Köln gegründet und 1997 von der Axa übernommen. In den Anfangsjahren firmierte das Unternehmen noch unter dem Namen Axa-Colonia. Die heutige deutsche Axa beschäftigt 8.253 Mitarbeiter, die etwa 16 Millionen Verträge von rund 7,3 Millionen Kunden betreuen.  Der Axa-Konzern zählt mit in Deutschland erzielten Einnahmen in Höhe von 11 Mrd. Euro (2021) zu den führenden Erstversicherern und Finanzdienstleistern in Deutschland. Seine Geschäftstätigkeit definiert das Unternehmen mit „Vorsorge, Vermögensmanagement, Versicherung“. Dazu zählen in erster Linie Schaden- und Unfallversicherungen, private Vorsorgeformen wie Lebens- und Krankenversicherungen, betriebliche Altersvorsorgelösungen sowie Vermögensanlagen und Finanzierungen. Die Angebotspalette richtet sich an Privatkunden sowie an Firmen- und Gewerbekunden gleichermaßen.
Durch die Übernahme der Winterthur-Versicherung und damit der deutschen Tochter DBV-Winterthur eröffneten sich für die Axa neue Geschäftsfelder im Bereich „öffentlicher Sektor“, eine der Kernkompetenzen der DBV. Üblicherweise verfolgt die Axa eine Ein-Marken-Strategie (alles unter einem Markennamen). Für den „öffentlichen Sektor“ wird die Marke DBV weiterhin verwendet.
Eine 100-%-Tochter der Axa Deutschland ist die Deutsche Ärzteversicherung (DÄV), deren Vertrieb als Deutsche Ärzte Finanz firmiert. Der Marktanteil der Deutschen Ärzteversicherung im Heilberufegeschäft wird auf 12 % geschätzt. Im Zusammenhang mit der Übernahme der DBV-Winterthur mit einem Marktanteil von ca. 40 % (insbesondere Arzthaftpflicht) im Ärztesegment nimmt die Axa zukünftig hier eine führende Position ein.
Vorstandsvorsitzender der Axa Deutschland ist seit dem 1. Dezember 2021 Thilo Schumacher. Frühere Vorstandsvorsitzende der Axa Deutschland waren Eugène Teysen, vormals Vorstandsmitglied des belgischen Finanzdienstleisters Fortis, Frank Keuper, vormals Vorstandsvorsitzender der DBV-Winterthur, Claus-Michael Dill, Thomas Buberl, seit 2. September 2016 Vorstandsvorsitzender (CEO) der internationalen Axa-Gruppe, sowie Alexander Vollert, vormals Vorstandsvorsitzender des Vorstands der Allianz Versicherungs-AG und Mitglied des Vorstands der Allianz Deutschland.
2023 wurde die AGER Lebensversicherung für einen möglichen Verkauf eines bis dato innerhalb der Axa Lebensversicherung geführten Teilbestandes an die Athora Deutschland ausgegründet. Im Frühjahr 2024 entschied sich die Axa Deutschland jedoch für den Widerruf der Verkaufsvereinbarung und einen sog. internen Run-Off.

### Axa Schweiz

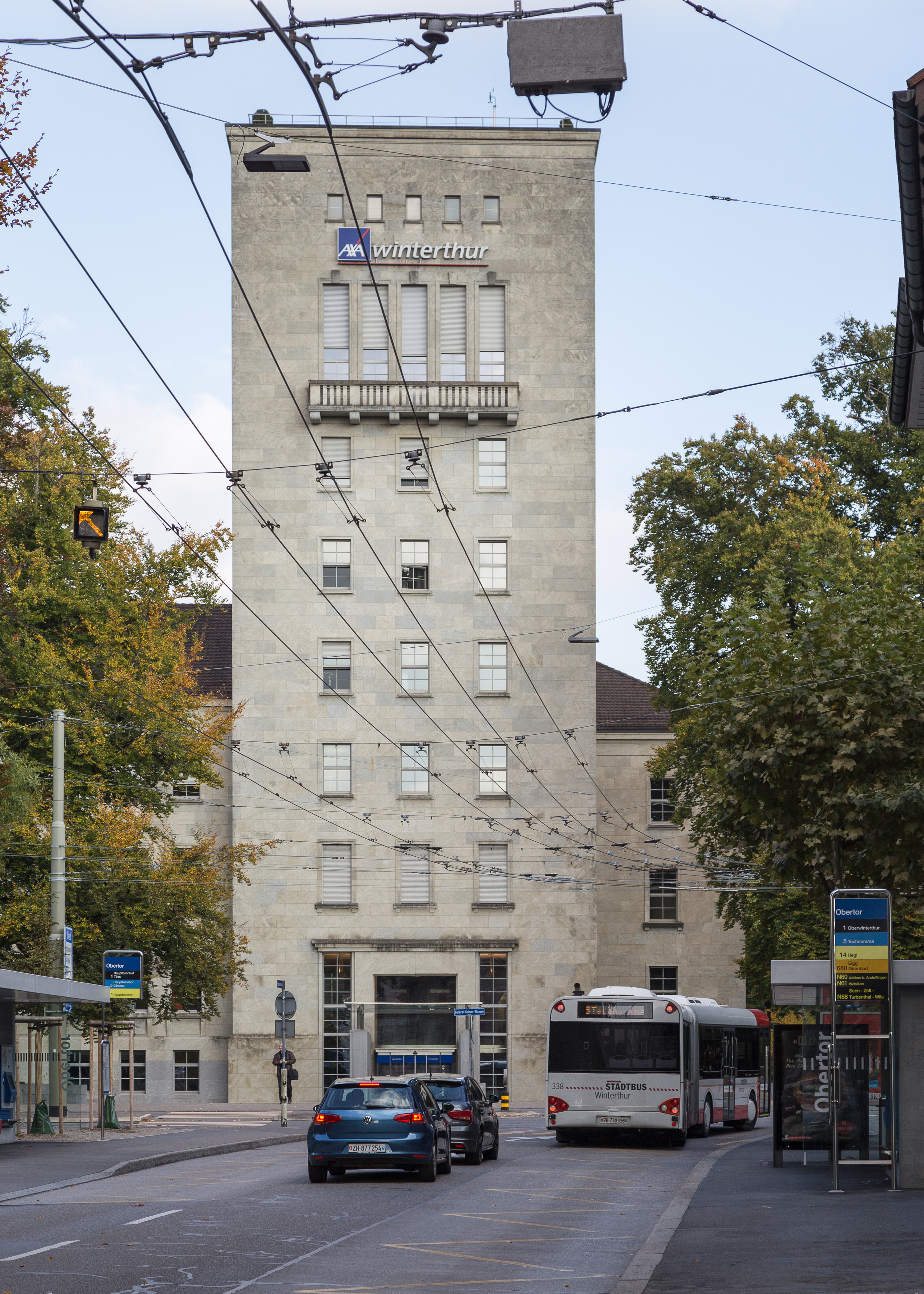
Axa-Turm in Winterthur

Die Axa Schweiz (ehemals Axa Winterthur) entstand Ende 2006, als die Axa Gruppe die Winterthur Group kaufte. Die Winterthur Group war ein weltweit tätiger Versicherungskonzern mit Sitz in Winterthur, welcher 1996 von der Credit Suisse übernommen wurde. Mit einem Marktanteil von rund 20 Prozent ist die Axa die Nummer 1 im Schweizer Versicherungsmarkt. Die Produktpalette umfasst Personen-, Sach-, Haftpflicht-, Fahrzeug-, Kredit- und Reiseversicherungen sowie Vorsorgelösungen für Private und Unternehmen.
CEO der AXA Schweiz ist seit 2018 Fabrizio Petrillo. Er folgte auf Antimo Perretta, welcher CEO von Axa Europe & Latin America wurde. Das Unternehmen beschäftigt rund 4.000 Mitarbeiter. Im Vertriebsnetz mit rund 300 selbständigen Generalagenturen und Agenturen sind zudem rund 2.600 externe Mitarbeiter für Axa Versicherungen tätig. Mit um die 1,89 Millionen Versicherten erzielte Axa Versicherungen 2015 ein Prämienvolumen von 11,1 Milliarden Schweizer Franken.

### Axa UK
Axa bietet im Vereinigten Königreich als Axa UK plc, Axa Insurance, Axa Ireland, Axa PPP Healthcare, Axa PPP International und Axa Welt verschiedene Dienstleistungen.

### Axa Isle of Man
Die Axa Isle of Man Limited wurde ursprünglich als eine Tochtergesellschaft der Axa Sun Life im Vereinigten Königreich gegründet, da jedoch die Isle of Man kein Teil des Vereinigten Königreichs ist, unterliegt sie den Gesetzen der Isle of Man.

### Axa Canada
Axa Canada bietet Versicherungsdienstleistungen über ein Netz von Tochtergesellschaften in den verschiedenen kanadischen Regionen wie Québec, Ontario, Western Canada und Atlantic Canada. Im Jahr 2009 hatte das Unternehmen insgesamt rund 2.300 Mitarbeiter und 4.000 Makler und Berater. Der Hauptsitz befindet sich in Montreal, Quebec.

### Axa Millésimes
Im Jahr 1983 wurde das Tochterunternehmen Axa-Millésims gegründet. Treibende Kraft der Weinbrancheninvestments war der damalige Generaldirektor von Axa, Claude Bébéar. Die Weingüter der Axa-Gruppe umfassen Château Pichon-Longueville-Baron, Château Suduiraut, Domaine de l’Arlot, Château Petit-Village Pomerol, Quinta do Noval u. a.

## Aktionärsstruktur
AXA Aktionärsstruktur per 31. Dezember 2024:
- Streubesitz 93,95 %
- AXA France Assurance SAS 15,40 %
- AXA SA Mitarbeiterbeteiligungsplan 4,26 %
- Norges Bank Investment Management 3,28 %
- Vanguard Group, Inc. 2,64 %
- DWS Investment GmbH 1,86 %
- AXA SA (Eigene Aktien) 1,78 %
- Union Investment Privatfonds GmbH 1,44 %
- Capital International Ltd. 1,40 %
- Fidelity Management & Research Co. LLC 1,21 %

## Kritik
Im Herbst 2012 geriet das Unternehmen in Deutschland in die öffentliche Kritik, da es Sonderkonditionen und Rabatte für CDU-Mitglieder gewährte.
In Frankreich unterstützte der ehemalige Vorstandsvorsitzende und Aufsichtsratsvorsitzende Claude Bébéar als Privatmann ein Netzwerk von Abtreibungsgegnern, das gegen die Homoehe mobilisierte und die Manif pour tous (dt.: Demo für Alle) organisierte.
Im März 2023 wurde der AXA aufgrund schwerwiegender Mängel in der IT-Geschäftsorganisation ein Kapitalaufschlag bis zur Beseitigung aller Mängel auferlegt. Vorangegangen war eine Sonderprüfung zu den Versicherungsaufsichtlichen Anforderungen an die IT (VAIT), bei der gravierende Mängel  vor allem im Risikomanagement, in der Geschäftsorganisation, im Berechtigungs- und Ausgliederungsmanagement sowie im Datenschutz festgestellt wurden. Aufgrund der Schwere der Feststellungen wurde hierbei erstmals der Name eines im Kontext der VAIT gerügten Versicherungsunternehmens veröffentlicht.